# Thiên hà vô định hình

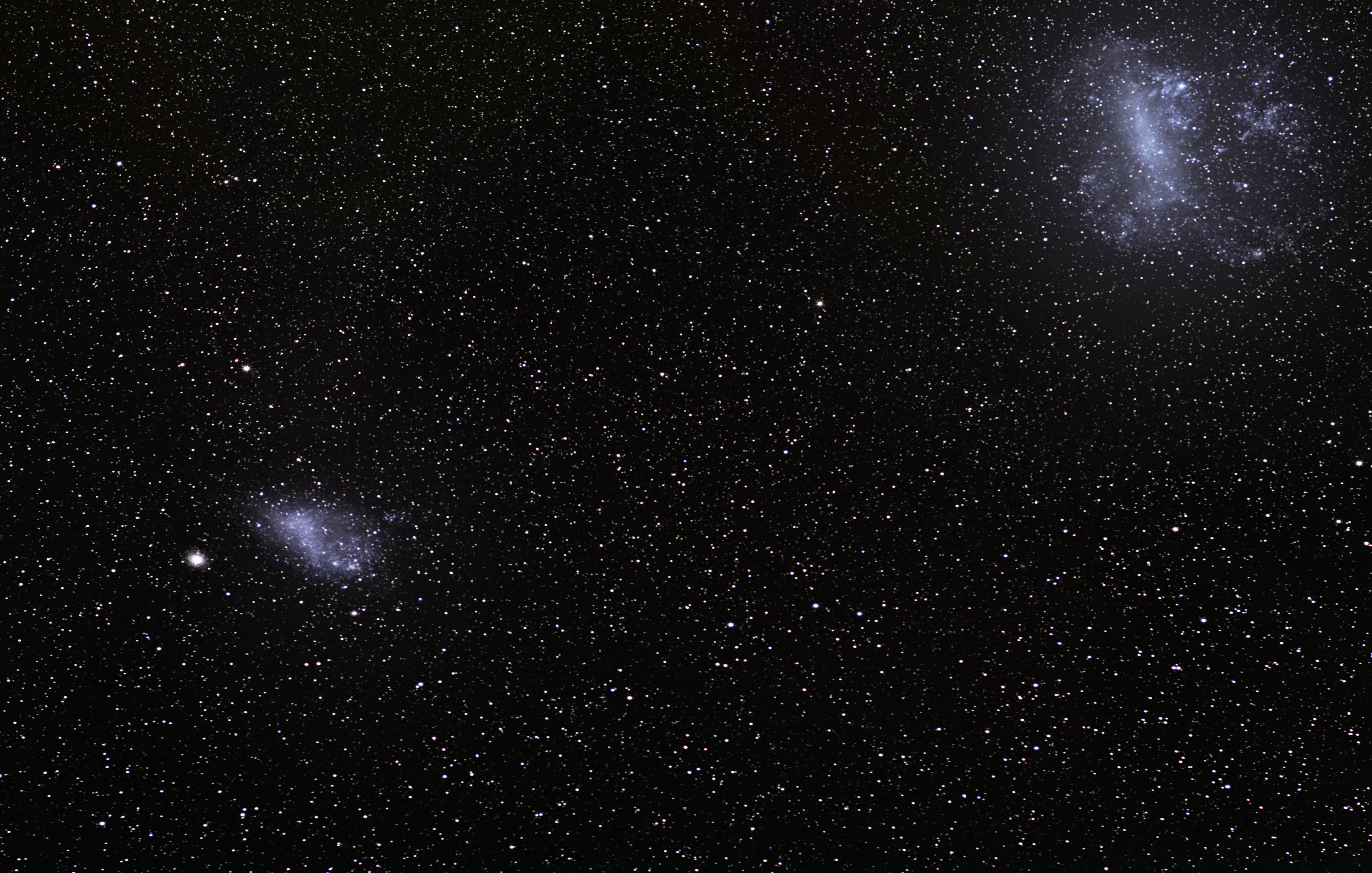
Các Đám Mây Magellan Nhỏ và Lớn là những thiên hà lùn vô định hình.

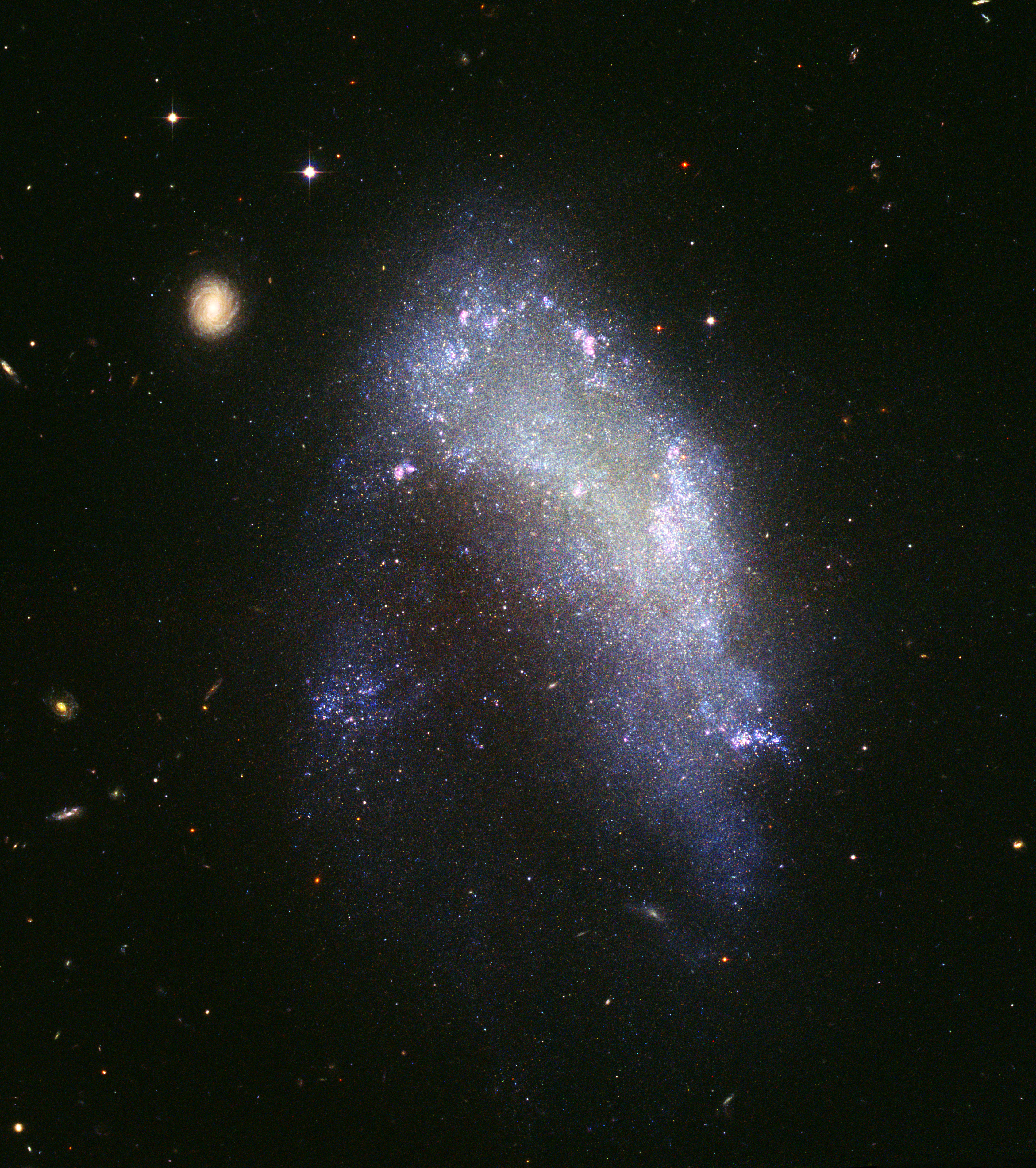
NGC 1427A, một ví dụ về thiên hà vô định hình cách Trái Đất khoảng 52 triệu năm ánh sáng.

Thiên hà vô định hình là một thiên hà không có hình dạng nhất định, giống thiên hà xoắn ốc hay thiên hà elip. Hình dạng của một thiên hà vô định hình rất khác thường - chúng không rơi vào bất kỳ các phân lớp thông thường nào thuộc dãy Hubble, và chúng thường hỗn loạn khi xuất hiện, không có cả chỗ phình của nhân cũng như dấu vết nào của cấu trúc nhánh xoắn ốc.  Nhìn chung chúng được cho là chiếm khoảng một phần tư trong tổng số các thiên hà. Hầu hết các thiên hà vô định hình đã từng là thiên hà xoắn ốc hoặc elip nhưng đã bị biến dạng bởi rối loạn của lực hấp dẫn. Thiên hà vô định hình cũng chứa một lượng dồi dào khí và bụi.
Có hai loại Hubble chính của thiên hà vô định hình:
- Thiên hà Irr-I (Irr I) là một thiên hà vô định hình có một số cấu trúc nhưng không đủ để đặt nó vào dãy Hubble. De Vaucouleurs phân nhóm này thành các thiên hà có cấu cấu trúc xoắn ốc Sm, và các thiên hà không có Im.
- Thiên hà Irr-II (Irr II) là một thiên hà vô định hình có bất kì cấu trúc nào để có thể xếp nó vào dãy Hubble.

Phân loại thứ ba của hiên hà vô định hình là thiên hà lùn vô định hình, gọi là dI hoặc dIrr. Hiện nay loại thiên hà này được cho là quan trọng để hiểu về sự tiến hoá chung của các thiên hà, vì chúng có xu hướng có mức độ tính kim loại thấp và mức độ khí tương đối cao, và được cho là tương tự như các thiên hà sớm nhất của vũ trụ. Chúng có thể đại diện cho một phiên bản địa phương (và do đó mơí đây) của các thiên hà xanh mờ nhạt tồn tại trong Sự khảo sát vùng thiên hà sâu thẳm.
Một số các thiên hà vô định hình là thiên hà xoắn ốc nhỏ bị biến dạng bởi lực hấp dẫn của thiên hà láng giềng lớn hơn.
Các Đám Mây Magellan đã từng được phân loại là thiên hà vô định hình, nhưng kể từ khi được phát hiện có chứa những cấu trúc xoắn ốc, chúng đã được tái phân loại là "SBM", một loại thứ tư của thiên hà xoắn ốc có thanh ngang, loại Magelan xoắn ốc có thanh ngang.